# Berthold Budell
Berthold Budell (* 23. November 1929 in Ramstein-Miesenbach; † 10. Mai 2010 in Homburg) war ein deutscher Politiker (CDU), Pädagoge und promovierter Biologe.

## Leben
Nach dem Abitur 1949 an der Oberrealschule in Kaiserslautern studierte Budell an der Universität Freiburg Biologie, Chemie und Physik. Er promovierte 1956 mit einer Dissertation zum Thema Die Entwicklungsgeschichte der Antheren einiger Blütenpflanzen. In seiner Studienzeit beschäftigte er sich mit Verhaltensforschung und Genetik. Die im Rahmen von Experimenten erlebte Wirkung radioaktiver Strahlung auf das Pflanzenerbgut ließen ihn nachfolgend zum Kernkraftgegner und Umweltschützer werden.
Seine Referendariatszeit absolvierte er am heutigen Saarpfalz-Gymnasium in Homburg. Stationen als Lehrer waren Schulen in Dillingen, Homburg und Blieskastel. Als Studiendirektor wurde er für seine nachfolgenden politischen Ämter beurlaubt.

## Politik
Im Jahr 1960 trat er in die CDU ein. Von 1964 bis 1967 war er Landesvorsitzender der Jungen Union im Saarland. In den Jahren 1965–1970 und 1973–1990 war er Mitglied des Landtags im Saarland, in den Jahren 1977–1980 auch als Vorsitzender der CDU-Fraktion. Von 1984 bis 1985 war er schließlich Minister für Umwelt, Raumordnung und Bauwesen.
1971 gründete Budell den Bund für Umweltschutz und war bis 1977 sein 1. Vorsitzender. 1976 initiierte er gemeinsam mit seinem seinerzeitigen Fraktionskollegen Rainer Wicklmayr, der die Konzeption erarbeitete, die Naturlandstiftung Saar. Auslösendes Moment für die Gründung dieser Stiftung war die Beobachtung, dass in den 1960er und besonders in den 1970er Jahren die großflächige Veränderung und Vernichtung von Lebensräumen für Flora und Fauna das Grundproblem des Naturschutzes darstellte, auf das bis dahin keine adäquate Reaktion erfolgte. Als angemessene Antwort auf die Zerstörung von Naturlandschaften entwickelte Wicklmayr das Konzept eines systematischen Ankaufs von Biotopen durch die neue Stiftung; dies bot nach Einschätzung der Initiatoren den besten Schutz vor Landschaft zerstörenden Eingriffen.
Gerne als „grüner Schwarzer“ bezeichnet, lautete sein Leitmotiv: „Was biologisch richtig ist, kann politisch nicht falsch sein.“ Die Bewahrung der Schöpfung war ihm lebenslanges Anliegen.

## Ehrungen
Am 7. Januar 1991 wurde Budell mit dem Saarländischen Verdienstorden ausgezeichnet.